# Adam Stanisław Krasiński
Adam Stanisław Krasiński (en français Adam Stanislas Krasinski), né le 4 avril 1714 et mort en octobre 1800, est un noble polonais, membre de la famille Krasiński (armoiries Ślepowron), évêque de Kamieniec Podolski (aujourd'hui Kamianets-Podilskyï en Ukraine) de 1757 à 1798, grand secrétaire de la Couronne (à partir de 1752), président du Tribunal de la Couronne (en 1759) ; il a aussi fait partie des leaders de la Confédération de Bar (1768-1772), mouvement nobiliaire d'opposition au roi Stanislas II Auguste.

## Biographie
Partisan de Stanislas Leszczynski durant la Guerre de succession de Pologne (1733-1738), il fait ensuite des études à Paris et à Rome, enfin à l'université de Cracovie. 
Chanoine de Plock, il entre dans la chancellerie royale d'Auguste III et devient Grand Secrétaire de la Couronne en 1752 ; chanoine de Gniezno en 1753, il est nommé évêque de Kamieniec en 1757 et préside le Tribunal de la Couronne en 1759.
Après la mort d'Auguste III, il fait partie des opposants à l'avènement de Stanislas Poniatowski, qui est cependant élu roi en octobre 1764. Il fait partie de la Confédération de Radom en 1767 puis de la Confédération de Bar (février 1768).
Durant la guerre civile (1768-1772), il est à la tête de la diplomatie des insurgés, négociant à Versailles (octobre 1768), à Dresde (1770) ou à Vienne (1771). En 1772, alors que la Confédération est manifestement vaincue, il tente de négocier sa reddition avec le roi. Après un moment d'emprisonnement, il est libéré après avoir fait allégeance.
Durant la période de la Diète de Quatre Ans (1788-1792), il soutient la constitution du 3 mai 1791, ainsi que l'insurrection de Kosciuszko en 1794. Privé de son diocèse (aboli en 1795), il se retire dans le territoire passé sous contrôle prussien après le troisième partage de la Pologne, qui met fin à l'État polonais.

## Sources
- (en) Cet article est partiellement ou en totalité issu de l’article de Wikipédia en anglais intitulé « Adam Stanisław Krasiński » (voir la liste des auteurs).